# الموازنة الصفرية
موازنة الصفر (بالإنجليزية: Zero-based budgeting )‏ هي موازنة مبنية على أن كل مدير إدارة يجب أن يقوم بتعديل الموازنة الداخلية الخاصة بإداراته في كل دورة من دورات الموازنة (شهرياً – ربع سنوي...) (وتفترض الموازنة الصفرية أو موازنة التعادل عدم وجود أي مصروفات في بداية السنة المالية مع استخدام الأساليب الناجحة التي تضمن لما تحقيق متطلبات المؤسسة بأقل تكلفة).
المفاهيم الأساسية لتلك الموازنة تم تقديمها لأول مرة في إدارة الزراعة في بدايات عام 1960 ولكن تم تجاهلها (أو تجنبها). وفي ولاية تكساس بدأت شركة الآلات تقوم باستخدامها في أواخر عام 1960 وكانت ولاية جوريا في تلك الأثناء تحت إدارة جيمي كارتر.وقد حاول كارتر أيضا تقديم مفاهيم تلك الموازنة للنظام الفيدرالي عندما انتخب كرئيس لأمريكا عام 1977 حتى 1980
وتختلف الموازنة الصفرية عن المفاهيم المتعارف عليها بمفهوم جديد وهو الموازنة المتراكمة والذي يعني أن موازنة العام الحالي يتم تعديلها وذلك للسماح بالتغييرات المخطط لها للعام التالي  الميزة الإدارية للموازنات المتراكمة هي أن المدير يجب أن يقوم بجهد مستقبلي (قادم) أقل لتعديل التغييرات في الموازنة (حيث يكون قد قام بذلك بالفعل أثناء فترة دورة الموازنة) باستخدام طريقة الموازنة الصفرية المدير يجب أن يقوم بإعداد الموازنة كل عام من الصفر. ويجب أن يتم تغيير كل المصروفات (النفقات) يجب أن يتم تعديلها مهما تكن الاختلافات عن العام الماضي. الهدف من ذلك هو تشجيع إعادة الاختبار الدوري لكافة التكاليف على أمل أن أن يتم تخفيضها أو إلغائها بداية إعداد الموازنة الصفرية تكون بتلك الوحدات الأعمق والمتعلقة بالموازنة (أي الأكبر تأثيرا) تتطلب تحديد للأهداف و العمليات وتكلفه كل نشاط وكل ما يتطلب لتجهيز تلك الأنشطة (أي يجب أن يتم تحديد) يتم إعادة تقييم كافة الأنشطة وتقييم الأداء بحيث يتم إعادة تخصيص أو تصنيف تلك الأنشطة طبقا لأهميتها للمؤسسة (بما أن السنة تبدأ بافتراض النظرة المتساوية للماضي والحاضر والمستقبل وبالتالي عدم وجود أي تخصيص للنفقات فيكون التخصيص و الصرف في الموازنة على أساس الأولوية. كما أن تلك الطريقة تتطلب دراسة جيدة جداً لكافة الظروف المحيطة حيث يجب وضع التخمينات أو التقديرات للموازنة بصورة أقرب للواقع وبدون الاستعانة بأرقام سنوات سابقة لذا تتطلب مزيد من الجهد من المدراء لوضع موازنة قابلة للتطبيق وأرقام أقرب للواقع) كل بند في الموازنة يتم إعداد حزمة قرارات له لتشرح المستويات المتعددة من الخدمات التي سوف يقدمها هذا البند مع ذكر على الأقل مستوى واحد أقل من المستوى الحالي ( يجب على المديرين توفير أسباب منطقية دائماً وشرح لمبررات تفاصيل موازنتها التي تبدأ من الصفر ويتطلب ذلك منهم القيام بمراجعة وتقييم المشاريع والبرامج تحت التنفيذ والتي قد تكون قد بدأت في موازنه سابقه والتقييم يجب أن يكون بصورة منتظم من حيث التكلفة والمردود والفعالية ويؤدي ذلك إما لتقليص المصروفات أو لتجنب أو إيقاف بعض النفقات أو المشروعات أو الأنشطة التي قد تكون لا تؤدي المطلوب منها أو أصبحت غير مفيدة) وفقاً لذلك فإن الموازنة الصفرية تتطلب من المديرين أن يقومون بتعديل كل مصروف لكل فترة موازنة وأن يقومون بمراجعة كل تكلفة أو ربح متوقع (منظور).
أكبر عيوب تلك النظرية هي أنها تتطلب وقت وجهد أكبر للإعداد من أي موازنة تقليدية.